# Shady lady
«Shady lady» (укр. «Загадкова леді») — максісингл української співачки Ані Лорак, випущений у травні 2008 року. Він містить п'ять пісень англійською, російською та українською мовами, представлених 23 лютого для національного відбору на «Євробачення-2008».

## Музичне відео
Над музичним відео на пісню «Shady lady» Ані Лорак співпрацювала з режисеркою Катериною Царик, яка також знімала попереднє відео співачки «Я стану морем». Оператором-постановником став Юрій Король. Згідно із сюжетом загадкова леді проникає в елітний будинок, де панують танці та веселощі. Її спокусливий образ привертає увагу чоловіків. Зачаровуючи одного з них вона тримає дистанцію, ховаючись у натовпі. Ще мить і леді от-от зникне, залишившись нездійсненою мрією в його житті.
На знімання, виробництво, графіку та постпродакшн команда мала всього десять днів. Прем'єра відбулася 14 березня 2008 року на сайті співачки та 1 квітня на телеканалі «М1».

## «Євробачення-2008»
25 грудня 2007 року Національна телекомпанія України повідомила, що Україну на «Євробаченні» представить співачка Ані Лорак. Того ж дня оголосили й про конкурс на пісню для «Євробачення». Приймання заявок тривало з 25 грудня по 5 лютого. 23 лютого співачка представила п'ять пісень англійською, російською та українською мовами. За підсумками змішаного голосування телеглядачів і професійного журі найбільшу кількість балів набрала пісня «Shady lady».
22 травня 2008 року з піснею «Shady lady» Ані Лорак виступила в другому півфіналі «Євробачення-2008» під четвертим номером, увійшовши до десятки найкращих, що кваліфікувались до фіналу. У півфіналі вона набрала 152 бали, посівши перше місце. 24 травня, за результатами жеребкування, співачка виступила вісімнадцятою у фіналі конкурсу. У ніч проти 25 травня під час оголошення результатів голосування Ані Лорак набрала 230 балів, посівши друге місце.
Після фіналу співачку нагородили премією Марселя Безансона в категорії «Мистецький приз».

## Список пісень
| #     | Назва                       | Автор слів         | Автор музики       | Тривалість |
| ----- | --------------------------- | ------------------ | ------------------ | ---------- |
| 1.    | «Shady lady»                | Карен Кавалерян    | Філіп Кіркоров     | 2:59       |
| 2.    | «The dream of brighter day» | Юрій Сак           | Ані Лорак          | 2:57       |
| 3.    | «I'll be your melody»       | Божена Костромська | Божена Костромська | 2:58       |
| 4.    | «Жду тебя»                  | Ані Лорак          | Юрій Остапенко     | 5:09       |
| 5.    | «Я стану морем»             | Микола Бровченко   | Віталій Волкомор   | 3:08       |
| 17:11 |                             |                    |                    |            |

## Чарти
Протягом квітня—червня 2008 року пісня «Shady lady» потрапила в хіт-паради України, Греції та Швеції.
| Чарт (2008)                | Найвища позиція |
| -------------------------- | --------------- |
| Греція (Billboard)         | 2               |
| Україна (FDR)              | 1               |
| Швеція (Sverigetopplistan) | 57              |

## Історія релізу
| Країна  | Дата           | Формат        | Лейбл        | Дж.   |
| ------- | -------------- | ------------- | ------------ | ----- |
| Україна | 28 травня 2008 | CD-максісингл | Lavina Music | [ 1 ] |